# Caradrina iberica
Caradrina iberica är en fjärilsart som beskrevs av George Francis Hampson 1918. Caradrina iberica ingår i släktet Caradrina och familjen nattflyn. Inga underarter finns listade i Catalogue of Life.